# Артеменків
Арте́менків (Желібівський — протягом 1797—1861) — село Срібнянської селищної громади Прилуцького району Чернігівської області. Розташоване на лівому березі р. Тростянця (правої притоки р. Лисогору) за 5 км від містечка Срібне. Населення становить 149 осіб. 
На південь від села розташоване заповідне урочище «Микитівщина». 

## Історія
Вперше згадується 1797 року як хутір Глинського повіту (1782—1796), потім Прилуцького повіту (1797—1923).

### Хутір Желібівський
Хутір заснований як власницький, яким залишався до 1861 року. Назва походить від першого поселенця — Желіби. В рік першої згадки у хуторі проживало 6 душ чоловічої статі податкового населення.
Найдавніше знаходження на мапах 1826-1840 рік як Жалібовський.
1859 року хутір згадується як Желібівський (Артеменків), мав 5 дворів, 15 жителів, приписаних до парафії Воздвиженської церкви м. Срібного. 

### Хутір Артеменків
З 1861 року хутір носить назву Артеменків. 1866 року тут зафіксовано 6 дворів селян-власників, 6 хат, 29 жителів.
У 1910 році у хуторі 12 господарств (з них козаків - 1, селян - 10, інших непривілейованих - 1), налічується 71 житель (у тому числі 1 тесляр, 1 візник, 13 поденників, 13 займалися іншими несільськогосподарськими заняттями, інші - зайняті у землеробстві на 16 десятинах придатної землі. Входив до Срібнянської волості другого стану.
Станом на 1911 рік - хутір Артеменків Срібнянської волості Прилуцького повіту Полтавської губернії, населення 107 осіб.

### Артеменків
У 1923 році село підпорядковане Срібнянській сільраді. 1925 року тут 11 дворів, 36 жителів, 1930 - 34 двори, 175 жителів, 1996 - 75 дворів, 165 жителів.

## Населення

### Мова
Розподіл населення за рідною мовою за даними перепису 2001 року:
| Мова       | Кількість | Відсоток |
| ---------- | --------- | -------- |
| українська | 143       | 95.97%   |
| російська  | 6         | 4.03%    |
| Усього     | 149       | 100%     |

## Відомі уродженці
- Капустянська Наталія Григорівна